# 新亞歷山德里夫卡 (特羅伊茨凱市鎮)
49°47′15″N 38°8′26″E / 49.78750°N 38.14056°E
新亞歷山德里夫卡（烏克蘭語：Новоолександрівка）是位於烏克蘭東部的村莊，由盧甘斯克州斯瓦托韋區的特羅伊茨凱市鎮負責管轄。該村始建於1815年，面積15.3平方公里，海拔高度155米，2001年人口471，人口密度每平方公里30.8人。